# Elmpter Bach
Das Naturschutzgebiet Elmpter Bach liegt auf dem Gebiet der Gemeinde Niederkrüchten im Kreis Viersen in Nordrhein-Westfalen. Das etwa 39,62 ha große Gebiet, das im Jahr 1987 unter Naturschutz gestellt wurde, erstreckt sich westlich des Gemeindeteils „Heyen“ der Gemeinde Niederkrüchten.